# Герінгі (станція)
51°34′37″ пн. ш. 0°06′19″ зх. д. / 51.577° пн. ш. 0.1052° зх. д.
Герінгі (англ. Harringay) — станція на Great Northern Route що є складовою East Coast Main Line, розташована у районі Герінгі, боро Герінгі у 3-й тарифній зоні, між станціями Фінсбері-парк та Горнсі, за 5.5 км від Кінгс-кросс.- В 2019 році пасажирообіг станції — 1.121 млн осіб
Конструкція станції: наземна відкрита з двома прямими береговими платформами.
- 1 травня 1868: відкриття станції.[6]

## Пересадки
- на автобуси London Buses маршруту W5.
- У кроковій досяжності знаходиться:
  - Герінгі-Грін-лейнс (0.58 km)[7]